# Van Lede (Nederlands geslacht)
Van Lede is een uit Berkel afkomstig geslacht dat bestuurders, geneesheren en distillateurs voortbracht.

## Geschiedenis
De stamreeks begint met Pieter Steffens (Stevens) die in 1579 als bouwman en landeigenaar onder Rodenrijs wordt vermeld. Ook zijn nageslacht bleef in die contreien wonen en was landbouwer aan de Leede (waaraan in de derde generatie de geslachtsnaam is ontleend). In het begin van de 18e eeuw trok een nazaat weg uit Berkel, en werden nakomelingen chirurgijn of geneesheer.

## Enkele telgen
Cornelis van der Leede (1717-1757), chirurgijn te Maassluis
- Cornelius van Lede (1750-1823), chirurgijn te Veur
  - Dr. Cornelis Wilhelmus van Lede (1804-1853), geneesheer te Rotterdam
    - Cornelis Antonius Eduard van Lede (1844-1910), distillateur
      - Cornelis Josephus Antonius van Lede (1884-1954), distillateur, geportretteerd door Jan Toorop in 1917; trouwde in 1909 met Marie Theophile Augusta de Kuijper (1888-1967), lid van de distillateursfamilie De Kuijper
        - Marie Antoinette Caroline van Lede (1912-1994); trouwde in 1932 met Robert Wilhelm Wentges (1899-1978), directeur Handelsveem N.V. te Rotterdam
          - Prof. dr. Robert Theodoor Richard Wentges (1933-2017), hoogleraar keel-, neus- en oorheelkunde

        - Delphine Eduarda Caroline van Lede (1915-2011); trouwde in 1944 met mr. Leo de Block (1904-1988), staatssecretaris en minister
        - Cornelis Paulus van Lede (1913-1985), distillateur, consul van Luxemburg te Rotterdam; trouwde in 1940 met Maria Henriette Paulina van Schaik (1919-1999), dochter van minister Josef van Schaik (1882-1962)
          - Maria Paulina van Lede (1941), sinds 1979 hofdame van prinses, later: koningin Beatrix en in 2013 en 2014 hofdame van koning Willem-Alexander; trouwde in 1964 met jhr. mr. Herman Adriaan van Karnebeek (1938), oud-vicevoorzitter van de Raad van Bestuur AkzoNobel en lid van de familie Van Karnebeek
          - Mr. Cornelis Josephus Antonius van Lede (1942-2020), VNO-voorzitter en bestuurder; trouwde in 1969 met jkvr. Vanessa Cornélie Quarles van Ufford (1946), lid van de familie Quarles en kleindochter van hockeybestuurder jhr. Jaap Quarles van Ufford (1891-1971)

Geslachten die opgenomen zijn in het sinds 1910 verschijnende genealogische naslagwerk Nederland's Patriciaat. Lijst volgens opgave van het CBG Centrum voor familiegeschiedenis.
A · B · C · D · E · F · G · H · I · J · K · L · M · N · O · P · Q · R · S · T · U · V · W · Y · Z